# 小行星6515
小行星6515（6515 Giannigalli）是一颗绕太阳运转的小行星，为主小行星带小行星。该小行星于1988年6月16日发现。

## 轨道参数
小行星6515的轨道半长轴为2.2830084 UA，离心率为0.151。